# Przemysław Karnowski
Przemysław „Przemek“ Marcin Karnowski (* 8. November 1993 in Bydgoszcz) ist ein ehemaliger polnischer Basketballspieler. Karnowski war ebenfalls Nationalspieler Polens.

## Karriere
Karnowski begann seine Karriere bei Pierniki Toruń. Nach einem Jahr wechselte er zu SMS Wladyslawowo, ehe er 2011 zu Siarka Jezioro Tarnobrzeg wechselte, wo er sein Debüt in der höchsten Spielklasse PLK feierte. Im gleichen Jahr war er Teil der Weltauswahl beim Nike Hoop Summit gegen eine amerikanische Juniorenauswahl. In 35 Saisonspielen erzielte Karnowski für Tarnobrzeg 10,1 Punkte und 4,4 Rebounds und wurde in der PLK als bester Liganeuling ausgezeichnet. Nach der Saison entschied er sich in die USA zu wechseln und auf ein amerikanisches College zu gehen.
Im Jahre 2012 wechselte er an die Gonzaga University. Aufgrund einer Rückenverletzung setzte Karnowski fast das gesamte vierte Spieljahr aus. Aufgrund dessen wurde er als „Redshirt“ vermerkt, womit er für die Saison 2016/17 und damit ein fünftes Collegejahr spielberechtigt war. Karnowski verließ die Bulldogs als Spieler mit den meisten Siegen (132) in der Geschichte der ersten NCAA-Division, noch vor Shane Battier. Karnowski erwarb zudem seinen Abschluss im Fach Sportmanagement und widmete sich dann dem Fach Betriebswirtschaftslehre. Er wurde für seine gute Studienleistungen in das WCC All-Academic Team 2016/17 berufen.
Beim NBA-Draft 2017 wurde er von keiner Mannschaft ausgewählt. Er schaffte zwar den Sprung in den Kader der Charlotte Hornets für die Sommerliga der NBA, erspielte sich jedoch keinen NBA-Vertrag. Stattdessen unterschrieb Karnowski einen Vertrag bei MoraBanc Andorra in Andorra, das am spanischen Erstligabetrieb ACB teilnimmt. Für die Mannschaft bestritt er 13 Ligaeinsätze (7,5 Punkte, 2,5 Rebounds/Spiel). Im Februar 2018 schloss er sich dem ACB-Konkurrenten Baloncesto Fuenlabrada. Karnowski kam bis zum Ende der Saison 2017/18 auf zehn Ligaspiele für Fuenlabrada (2,5 Punkte/Spiel).
Im Sommer 2018 wechselte er nach Polen, wo er für Twarde Pierniki Toruń spielte. 2020 wechselte er zu Stelmet Zielona Góra, bestritt für die Mannschaft jedoch aus gesundheitlichen Gründen kein Pflichtspiel. 2021 kehrte er zu Twarde Pierniki Toruń zurück.
Karnowski ging in die Vereinigten Staaten zurück, um einen weiteren Studienabschluss an der University of Arizona zu erlangen und an der er im Januar 2023 des Weiteren Mitglied des Trainerstabs wurde, der zu dem Zeitpunkt von Tommy Lloyd als Cheftrainer geführt wurde. Lloyd war Karnowski noch von der Gonzaga University bekannt.

## Nationalmannschaft
Bei der U17-Weltmeisterschaft 2010 in Hamburg gewann er mit Polen die Silbermedaille und wurde von der Internetseite Eurobasket.com als bester Centerspieler des Turniers ausgezeichnet. Den Späher der Gonzaga University, der nach Hamburg gereist war, um den Kanadier Kevin Pangos unter die Lupe zu nehmen, beeindruckten Karnowskis Leistungen während der WM, was später dazu führte, dass Gonzaga ihm und Pangos Stipendien anboten, die beide annahmen.
Karnowski debütierte gegen Montenegro am 3. August 2012 in der polnischen Basketballnationalmannschaft. Er gehörte zum polnischen Aufgebot bei den Europameisterschaften 2013, 2015 und 2017. Die besten Werte bei einer EM erreichte er 2017 (8,2 Punkte, 3,2 Rebounds/Spiel).